# Ga Thượng Lý
Ga Thượng Lý là một nhà ga xe lửa tại phường Sở Dầu quận Hồng Bàng thành phố Hải Phòng. Nhà ga là một điểm của đường sắt Hà Nội - Hải Phòng và nối với ga Vật Cách với ga Hải Phòng.